# U-God
Lamont Jody Hawkins (Staten Island, New York, 11 november 1970), beter bekend als U-God (een afkorting van Universal God), is een Amerikaans rapper en lid van het hiphop-collectief Wu-Tang Clan. Hij is onderdeel van de groep sinds haar oprichting en staat bekend om het hebben van een diepe, ritmische 'flow' die kan variëren van grof tot glad. Hij heeft de laagste toon van de groep.
Hawkins was oorspronkelijk een beatboxer voor collega-Clan-lid Cappadonna maar ook bevriend met de toekomstige leden Method Man, Inspectah Deck en jeugdvriend Raekwon. Voordat de leden werden verenigd, werd U-God in zijn raps begeleid door Cappadonna. Hij raakte al snel bevriend met RZA en Ghostface Killah en begon te rijmen onder de alias Golden Arms, op basis van de kungfu-film Kid with the Golden Arm. Later veranderde hij zijn naam in U-God.

## Discografie
| Titel                  | Verschijningsdatum     | Label                           |
| ---------------------- | ---------------------- | ------------------------------- |
| Golden Arms Redemption | 5 oktober 1999 (VS)    | Priority Records                |
| Mr. Xcitement          | 13 september 2005 (VS) | Free Agency Recordings          |
| Dopium                 | 23 juni 2009 (VS)      | Frank Radio, Babygrande Records |
| The Keynote Speaker    | 23 juli 2013 (VS)      | Soul Temple Records             |

- Library of Congress Control Number: no2009039136
- Nationale Bibliotheek van Letland: 000261735
- MusicBrainz: 29edaca5-7e7d-4391-b137-ff1c94a4d262
- Virtual International Authority File: 83593142
- WorldCat: E39PBJqbf34VFQjDfqqx6pCmh3